# Feriebolig
Ferieboliger, feriehuse eller ferieejendomme er indkvartering benyttet til ferie, rejser og midlertidig bolig for mindre end 30 dage. Disse ejendomme er ofte sommerhuse, ferielejligheder, hytter og lignende. De kan være benyttet af ejerne, eller de kan være udlejet igennem et bureau.